# Ворсино (Лухский район)
Ворсино — деревня в Лухском районе Ивановской области. Входит в состав Тимирязевского сельского поселения.

## География
Находится в восточной части Ивановской области на расстоянии приблизительно 5 км на север по прямой от районного центра поселка Лух на правобережье реки Лух.

## История
Деревня появилась на карте 1840 года. В 1872 году здесь (тогда Юрьевецкий уезд Костромской губернии) было учтено 35 дворов, в 1907 году — 68.

## Население
| 1872 | 1907 | 2002 | 2010 |
| ---- | ---- | ---- | ---- |
| 196  | ↗320 | ↘29  | ↘26  |